# Hwang Sun-mi
Hwang Sun-mi (kor. 황선미; ur. 1963 w Hongseong, Chungcheong Południowy) – południowokoreańska autorka literatury dla dzieci.
Ze względu na ubóstwo swojej rodziny nie mogła uczęszczać do gimnazjum, ale dzięki uprzejmości lokalnego nauczyciela uzyskała otwarty dostęp do szkolnych książek i zdała egzamin do liceum. Studiowała twórcze pisanie w Seoul Institute of the Arts i na Uniwersytecie w Gwangju. Jest także absolwentką Uniwersytetu Chung-Ang.
Zadebiutowała w 1995. Jest autorką ponad 50 książek. Jedną z jej publikacji dla dzieci wydanych w Korei ilustrowała Iwona Chmielewska. Jej najsłynniejszą książką jest współczesna baśń O kurze, która opuściła podwórze (2000) opisująca losy kury, która chce uciec z fermy i móc wychować własne potomstwo. Autorka w posłowiu zaznaczyła, że motywacją do napisania książki był ciężki los jej ojca, który spędził życie w ubóstwie. Publikację przetłumaczono na 27 języków (tłum. pol.: Edyta Matejko-Paszkowska i Choi Sung Eun) i sprzedano w ponad dwóch milionach egzemplarzy. Na podstawie tej baśni powstały adaptacja teatralna, przedstawienie lalkarskie, musical i film animowany (2011), który pobił rekord oglądalności animacji w Korei.
Hwang Sun-mi mieszka w Seulu, gdzie pracuje jako wykładowczyni kontraktowa.